# Tóth Abonyi Balázs
Tóth Abonyi Balázs, névváltozat: Tóth-Abonyi Balázs (Kiskunhalas, 1926. augusztus 1. – Kiskunhalas, 1999. január 19.) szíjgyártó mester, népművész, a Népművészet Mestere.

## Élete
Tóth Abonyi Balázs szíjgyártó mester Kiskunhalason született 1926. augusztus 1-jén. Húszéves kora óta űzte mesterségét, a szakma legmagasabb szintjén. A népművészet mintakincsét tiszta formában örökítette át, a mai használatra éppúgy, mint a parádés lószerszámokra.
Házi múzeumának anyagát a megyei múzeum is számon tartotta, mert benne megtalálható volt a tájra jellemző lószerszámok összes variációja.
Munkáiról számos publikáció jelent meg és számos kiállításon láthatóak voltak.

## Kitüntetések
- Közbiztonságért Érem ezüst fokozata (1968), arany fokozata (1978)
- A Népművészet Mestere (1986)
- „Kiskunhalas városért” díj (1986)

## Emlékezete
Számos emlékkiállítást szerveztek alkotásaiból halála óta. Mészáros Tamás és Csukly Ödön: TÓTH ABONYI BALÁZS SZÍJAS c. dokumentumfilmje szól az életéről és munkásságáról.
A kiskunhalasi régi református temetőben található a sírja.